# 東久留米市立南町小学校
東久留米市立南町小学校（ひがしくるめしりつ みなみまちしょうがっこう）は、東京都東久留米市南町にある公立小学校。1975年（昭和50年）設立。東久留米市立第五小学校の学区域のうち、所沢街道の南側区域を主な学区域として新設された。
本校経営方針は「子どもも笑顔大人も笑顔みんな笑顔の南町」。
第五小学校とともに、東久留米市立南中学校の校区に含まれ、南中学校地区青少年健全育成協議会（南中地区青少協）を構成する。

## 学校データ
平成30年度現在クラス15、特別支援学級（知的1、情緒2）
- 児童数：466名

## 沿革
- 1975年（昭和50年）東久留米市第五小学校内仮校舎開校、7月移転。開校記念日は7月5日である。[2]
- 1980年（昭和55年）6月26日 - 校旗完成。
- 2007年（平成19年）12月14日 - 東京都道4号東京所沢線（新所沢街道）の市内東側供与開始により校地の北側通過部分が開通。
- 2013年（平成25年）特別支援学級知的1、情緒1を開設[3]

## 交通アクセス
- 西武バス グランド前下車3分